# Andrij Sybiha
Andrij Ivanovytj Sybiha (ukrainska: Андрій Іванович Сибіга), född 1 februari 1975 i Zborov i Ukrainska SSR i Sovjetunionen (nu Zboriv i Ukraina), är en ukrainsk statsman, diplomat och jurist, som sedan 5 september 2024 är Ukrainas utrikesminister.